# Una historia necesaria
Una historia necesaria es una serie de televisión chilena estrenada el 11 de septiembre de 2017 en Canal 13 Cable. En 16 episodios se relata, en testimonios de familiares, amigos o testigos, 16 casos sobre detenidos desaparecidos y las violaciones de los derechos humanos a los que fueron sometidos durante la dictadura del general Augusto Pinochet desde 1973 hasta 1990.  
Forman parte del elenco Alfredo Castro, Alejandro Goic, Catalina Saavedra, Luis Dubó, Paulina Hunt, Sofía García, Ariel Mateluna y Gastón Salgado entre otros destacados actores.
Fue nominada a los Premios Emmy Internacional 2018, en la categoría «Serie de forma corta», donde resultó ganadora de dicho galardón.

## Formato
Una historia necesaria es la suma de 16 cortometrajes de cinco minutos de duración, que narra historias reales sobre detenidos desaparecidos de la dictadura militar. Hernán Caffiero, director del proyecto, explicó que esta serie surge desde la necesidad que aún existe de, como chilenos, apropiarnos de la historia que a su parecer configuró la identidad del país. «Partimos con esta idea pensando en la necesidad que todavía tenemos como sociedad de hacernos cargo de nuestra historia, no sólo para quienes la vivimos, sino que principalmente para aquellos que no, y por ende, no han proyectado emocionalmente lo que la dictadura significó para Chile. El golpe nos hizo modificar nuestras vidas y formas de pensar como sociedad, que podrían haber sido muy distintas si no hubiese ocurrido».
Hernán Caffiero, director del proyecto, añadió: «La forma de no repetir la historia y aprender de nuestros errores parte con las nuevas generaciones, desde la emoción. Si ellos logran sentirse interpretados en situaciones que ocurrieron en sus calles a través de personas de carne y hueso, desde ese punto de partida, podrán comprender qué tienen que hacer y cómo hacerlo, podrán conocer lo que sucedió desde otro punto de vista, no desde un ladrillazo textual y contenido asociado a la época, sino que desde la simpleza de la emoción».
La serie trata en casos incluidos en el Informe Rettig, en documentación judicial, en archivos facilitados por la biblioteca de la Agrupación de Familiares de Detenidos Desaparecidos (AFDD) y en el testimonio de familiares, amigos y testigos de detenidos desaparecidos, que hasta estos días no han sido encontrados. Estos 16 capítulos no sólo narran las historias de quienes fueron detenidos sino que también de todos aquellos que sobrevivieron: familiares, seres queridos, testigos y «gente que de una u otra forma tuvo que seguir a pesar de haber vivido una experiencia terrible».
Respecto a los capítulos que se presentaron: «Las historias son súper disímiles unas de otras. Por ejemplo, hay una que es netamente onírica, que es la carta de un familiar a su desaparecido, con imágenes que van más desde el subconsciente que de la literalidad, a diferencia de otros que son un plano secuencia que dura todo el cortometraje. Hemos ocupado todo tipo de técnicas para narrar las historias, y todas ellas, si bien tienen un eje común que es la tragedia que vivimos, trata de tomarla desde diferentes aristas narrativas y estéticas».

## Episodios
| N.º (temp.) | N.º (capítulo) | Casos                                          | Fecha de estreno         |
| --- | -------------- | ---------------------------------------------- | ------------------------ |
| 1 | 1              | «caso Alfredo García Vega»                     | 11 de septiembre de 2017 |
| El caso de Alfredo García Vega, es parte del denominado caso Ocho de Valparaíso, una operación montada por la DINA para detener a militantes del MIR en Valparaíso. El Informe Rettig, señaló sobre este caso que en enero de 1975 un grupo de agentes de la DINA se trasladó a la zona de Valparaíso y Viña del Mar, para reprimir las actividades del MIR regional. Durante este operativo fueron detenidos: Neftalí Carabantes Olivares, Alfredo Gabriel García Vega, María Isabel Gutiérrez Martínez, Fabián Ibarra Córdova, Sonia del Tránsito Ríos Pacheco, Carlos Ramón Rioseco Espinoza, Abel Alfredo Vilches Figueroa y Elías Ricardo Villar Guijón. Fueron trasladados al Regimiento Maipo, luego fueron trasladadas a Villa Grimaldi, donde fueron vistas por numerosos testigos. Desde ese recinto no se han vuelto a tener noticias de ninguno de los ocho detenidos. |                |                                                |                          |
| 1 | 2              | «caso Antonio Llidó Mengual»                   | 12 de septiembre de 2017 |
| El caso del sacerdote valenciano Antonio Llidó, es uno de los dos sacerdotes detenidos desaparecidos durante la dictadura, junto al padre Miguel Woodward. Antonio Llidó nació en Javea, Alicante, España, en 1963 fue ordenado sacerdote. En 1969 llegó a trabajar a la ciudad de Quillota. Luego del Golpe Militar entró a la clandestinidad, fue detenido en 1974 por la DINA. Estuvo recluido en el recinto de Casa de José Domingo Cañas n° 1437, como en Tres Álamos de donde nunca más se tuvieron noticias de él. |                |                                                |                          |
| 1 | 3              | «caso Julio Vega»                              | 13 de septiembre de 2017 |
| El caso de Julio Roberto Vega se enmarca dentro de la serie de detenciones realizadas en el año 1976 a militantes comunistas de parte de la DINA. Julio Vega era casado, padre de ocho hijos, obrero, militante comunista. Detenido el 16 de agosto de 1976 en la vía pública, en el sector norte de Santiago. Julio Vega desarrolló durante su vida una activa labor sindical. En septiembre de 1973, al producirse el Golpe Militar, ocupaba el cargo de Presidente del Sindicato de Obreros Municipales de Renca. |                |                                                |                          |
| 1 | 4              | «caso Rodolfo González Pérez»                  | 14 de septiembre de 2017 |
| Rodolfo González Pérez, tenía 19 años de edad al momento de su detención, detenido el 23 de julio de 1974, en su domicilio. Rodolfo González había ingresado el 2 de abril de 1973 a la Fuerza Aérea de Chile para cumplir con su Servicio Militar, luego del Golpe Militar fue designado para cumplir tareas en el Servicio de Inteligencia de la FACH (SIFA). Desde donde fue enviado a la DINA. Testigos señalan que tuvo atenciones con los prisioneros, lo que implicó la molestia con sus superiores de la DINA. |                |                                                |                          |
| 1 | 5              | «caso Sergio D'Apollonio y Carlos D'Apollonio» | 15 de septiembre de 2017 |
| El obrero agrícola Sergio D'Apollonio Peterman, casado, 9 hijos, fue detenido junto a su hijo Carlos D'Apollonio Zapata, 22 años de edad, el 23 de octubre de 1973, en la localidad de Santa Bárbara. Detenidos por carabineros del Retén Santa Bárbara. Luego de detenerlos los llevaron hasta el puente Bío Bío. Allí los hicieron bajar del vehículo y los ejecutaron, una vez muertos tiraron sus cuerpos al río. Al amanecer cuando los policías se habían retirado, lograron sacar los cuerpos del agua, pero solo rescataron el de Carlos Jacinto. El cuerpo de Sergio D'apollonio no pudo ser rescatado. El 24 de octubre, cuando el cuerpo de Carlos Jacinto era velado en una casa, llegaron unos carabineros del Retén Santa Bárbara y "sustrajeron" el cadáver para arrojarlo nuevamente al río. |                |                                                |                          |
| 1 | 6              | «caso Alfonso Chanfreau»                       | 16 de septiembre de 2017 |
| El estudiante de filosofía Alfonso Chanfreau. El equipo se enternece y lo era casado, tenía una hija, era dirigente del Movimiento de Izquierda Revolucionario (MIR). Detenido por agentes de la DINA, el día 30 de julio de 1974, en su domicilio en la calle comuna de Independencia. Luego detuvieron a su cónyuge Erika Cecilia Hennings, ambos fueron trasladados al recinto de Londres 38. Desde ese recinto no se tienen noticias de Alfonso. Su cónyuge fue trasladad al recinto de Tres Álamos para luego ser enviada al exilio. |                |                                                |                          |
| 1 | 7              | «caso Álvaro Barrios Duque»                    | 17 de septiembre de 2017 |
| El estudiante de Pedagogía en Inglés de la Universidad de Chile Álvaro Barrios Duque tenía 26 años al momento de detención. Estaba casado con Gabriela Zúñiga Figueroa. El 15 de agosto de 1974, fue contactado por Luz Arce Sandoval, y Patricio Álvarez. Luego fue ingresado a camioneta Chevrolet de donde fue introducido al interior de la camioneta, que arrancó de inmediato. Trasladado al recinto de Villa Grimaldi, no se tuvieron más noticias de él. |                |                                                |                          |
| 1 | 8              | «caso Reinalda Pereira»                        | 19 de septiembre de 2017 |
| Reinalda Pereira, tenía 29 años al momento de su detención, era casada, estaba embarazada de 5 meses. Era Tecnólogo Médico, funcionaria del Hospital Sótero del Río. Militante del Partido Comunista. Detenida por Agentes de Seguridad el 15 de diciembre de 1976. Su caso es parte del denominado “caso de los Trece”. Entre el 29 de noviembre y el 20 de diciembre de 1976, fueron detenidas por agentes de seguridad trece personas, todos militantes de izquierda, todos se encuentran desaparecidos. Detenida en calle Exequiel Fernández esquina de Rodrigo de Araya, de la comuna de Ñuñoa, cuando un automóvil Peugeot, del que bajó un hombre, que la tomó violentamente por la espalda, descendió un segundo sujeto del mismo vehículo, y entre ambos redujeron a viva fuerza a introduciéndola al interior del auto. Reinalda del Carmen mostró gestos de dolor y gritó pidiendo auxilio, repitiendo "sálvenme". |                |                                                |                          |
| 1 | 9              | «caso Alan Bruce»                              | 20 de septiembre de 2017 |
| Alan Bruce Catalán, casado, un hijo, estudiante de Ingeniería Civil de la Universidad Católica, militante del MIR. Detenido el 13 de febrero de 1975, por agentes de la DINA. Trasladado al recinto de Villa Grimaldi. En el operativo también fueron detenidos Iván Montti Cordero, su hijo de 5 años de edad, y a Carmen Díaz. |                |                                                |                          |
| 1 | 10             | «caso Jorge D'Orival»                          | 21 de septiembre de 2017 |
| Egresado de medicina Veterinaria de la Universidad de Chile, tenía 26 años a la fecha de su detención. Tenía un hijo. Militante del MIR fue detenido el 31 de octubre de 1974 por un grupo de unos cinco a ocho individuos vestidos de civil, armados con ametralladoras y que manifestaron verbalmente pertenecer a la DINA. Detenido en presencia de las personas que se encontraban en la casa, quienes eran su mujer, Antonieta Rubio Aranda, una hermana de ésta, Ruby Rubio Aranda, y la madre de ambas, doña Ubaldina Aranda Aranda. Una vez que se verifica materialmente la detención de Jorge D'orival, Antonia Rubio trata de acercarse a él para despedirse, pero es golpeada. |                |                                                |                          |
| 1 | 11             | «caso David Silberman»                         | 22 de septiembre de 2017 |
| Tenía 35 años al momento de su detención el ingeniero civil David Silberman Gurovich, era Gerente General de Cobre Chuqui al 11 de septiembre de 1973, militante del Partido Comunista, estaba casado. Luego del Golpe Militar se presentó voluntariamente ante las nuevas autoridades, quedando detenido y sometido a un Consejo de Guerra. El 28 de septiembre de ese año el Consejo de Guerra dictó sentencia condenándole a la pena de 10 años de prisión por delitos contemplados en la Ley de Seguridad del Estado y a 3 años por Ley de Control de Armas. Se le trasladó a cumplir su condena a la Penitenciaria de Santiago. El 4 de octubre de 1973 fue sacado de la cárcel por agentes de la DINA trasladado a la casa de José Domingo Cañas. Luego fue llevado a 4 Álamos, desde donde no se tienen noticias de su paradero. |                |                                                |                          |
| 1 | 12             | «caso Claudio Thauby»                          | 23 de septiembre de 2017 |
| Estudiante de Sociología de la Universidad de Chile, era militante socialista, 24 años a la fecha de su detención. Claudio Thauby Pacheco, soltero, un hijo, fue detenido el 31 de diciembre de 1974, cuando caminaba junto con su amigo y compañero de Partido, Jaime Robotham Bravo, también detenido en esa oportunidad y actualmente desaparecido. Detenidos por agentes de la DINA, entre los agentes iba Fernando Laureani, quién también interrogaba y torturaba en Villa Grimaldi. Fernando Laureani, había sido compañero en la Escuela Militar de Claudio Francisco Thauby, cuando ambos eran cadetes. Claudio Thauby y Jaime Robotham fueron llevados hasta Villa Grimaldi, donde los vieron numerosos testigos, desapareciendo ambos desde allí. |                |                                                |                          |
| 1 | 13             | «caso Gonzalo Toro Garland»                    | 25 de septiembre de 2017 |
| Profesor de la Facultad de Ciencias y Artes Musicales de la Universidad de Chile, era militante del Movimiento de Izquierda Revolucionaria. Gonzalo Marcial Toro Garland, era casado, 2 hijos, fue herido y detenido por agentes de la Dirección de Inteligencia Nacional el día 4 de abril de 1974. Fue baleado por la espalda, según constancia médica del Hospital Militar, hasta donde fue trasladado por sus aprehensores, en carácter de detenido. Gonzalo Toro fue ingresado al Hospital Militar sin registrar su nombre bajo condiciones de estricta incomunicación. En ese recinto, Gonzalo permaneció durante algunos meses donde, a pesar de la estricta vigilancia, fue visto y conversó con sus hijos. También pudo ser visto por numerosas personas, entre amigos y familiares, a través de una ventana que da a la calle Providencia, siendo esa la última oportunidad en que lo vieron con vida. |                |                                                |                          |
| 1 | 14             | «caso Diana Arón»                              | 26 de septiembre de 2017 |
| Diana Frida Aron Svigilsky era periodista, tenía 24 años a la fecha de detención, era funcionaria de Editorial Quimantú. Militante del MIR, fue detenida por agentes de la DINA el 18 de noviembre de 1974, en circunstancias que transitaba por avda. Ossa con el fin de dirigirse a casa de unos amigos. Al percatarse que iba a ser aprehendida por civiles que se movilizaban en una camioneta Chevrolet nueva, intentó huir del lugar resultando herida por impactos de bala en el pulmón y en el riñón. Tras ser detenida y herida, fue trasladada a Villa Grimaldi y en horas de la noche de ese mismo día fue trasladada a una Clínica de la DINA ubicada en calle Santa Lucía, desde donde desaparece. |                |                                                |                          |
| 1 | 15             | «caso Cecilia Bojanic»                         | 27 de septiembre de 2017 |
| Cecilia Bojaníc Abad, tenía 23 años al momento de su detención, casada, estaba embarazada de 4 meses, tenía un hijo, ejercía labores de secretaria. Junto a su marido, Flavio Oyarzún Soto, militaban en el MIR. Fue detenida por agentes de la DINA 2 de octubre de 1974, luego de su detención los agentes también detuvieron a su marido, ambos son detenidos desaparecidos. |                |                                                |                          |
| 1 | 16             | «caso familia Recabarren González»             | 28 de septiembre de 2017 |
| El 29 de abril de 1976 fueron detenidos cuatro miembros de la familia Recabarren González por agentes de la DINA. En el sector de calle Sebastopol con Santa Rosa fueron detenidos Nalvia Rosa Mena Alvarado, casada, un hijo, quien estaba embarazada de tres meses, militante de las Juventudes Comunistas. Detuvieron a su cónyuge Luis Emilio Recabarren González, técnico gráfico, exdirigente sindical, su cuñado Manuel Guillermo Recabarren González, casado, dos hijos, gásfiter, ambos militantes del Partido Comunista. El hijo de Nalvia y Luis Emilio, Luis Emilio Recabarren Mena, de dos años y medio de edad, fue dejado en la calle por los agentes de la DINA. Al día siguiente los agentes de la DINA detuvieron al padre de los Recabarren González, Manuel Segundo Recabarren Rojas. Era casado, seis hijos, jubilado, exdirigente sindical gráfico, militante del Partido Comunista. La esposa de Manuel Recabarren, Ana González de Recabarren, debió hacerse cargo de su nieto, como del resto de sus hijos luego de la detención de los cuatro miembros de su familia. |                |                                                |                          |